# Hartmann Lauterbacher
Hartmann Lauterbacher, född 24 maj 1909 i Reutte, död 13 april 1988 i Seebruck, var en österrikisk nazistisk politiker och SS-general. Han var Gauleiter i Gau Süd-Hannover-Braunschweig 1940–1945 och Oberpräsident i Provinsen Hannover 1941–1945.

## Biografi
Mellan 1929 och 1932 ledde Lauterbacher Hitlerjugend i Gau Süd-Hannover-Braunschweig. I maj 1934 utnämnde Baldur von Schirach, Hitlerjugends riksledare, Lauterbacher till sin ställföreträdare och stabschef.
I augusti 1940 utsågs Lauterbacher till ställföreträdande Gauleiter i Gau Süd-Hannover-Braunschweig och i december samma år efterträdde han Bernhard Rust som ordinarie Gauleiter. I januari året därpå efterträdde han Viktor Lutze på posten som överpresident för Provinsen Hannover.
Kort efter Tysklands villkorslösa kapitulation i maj 1945 greps Lauterbacher av brittiska trupper. Året därpå ställdes han inför en brittisk militärdomstol, anklagad för krigsförbrytelser. I brist på bevis blev han frikänd. År 1947 ställdes han ånyo inför rätta för att ha beordrat arkebuseringen av tolv amerikanska piloter i september 1944. Även denna gång frikändes han. I februari 1948 rymde han från ett interneringsläger i Niedersachsen.